# Brooklyn (película de 2015)
Brooklyn es una película británico-canadiense-irlandesa de 2015, del género romance, dirigida por John Crowley y escrita por Nick Hornby sobre la novela homónima de Colm Tóibín. Los protagonistas son Saoirse Ronan, Domhnall Gleeson, Emory Cohen, Jim Broadbent y Julie Walters.
Brooklyn se estrenó en el Festival de cine de Sundance de 2015 con gran éxito. Se estrenó de forma limitada el 4 de noviembre de 2015 en los EE. UU. y en el Reino Unido el 6 de noviembre de 2015. La película fue nominada a tres Premios de la Academia: Mejor Película, Mejor Actriz y Mejor Guion Adaptado, y ganó el Premio BAFTA a la Mejor Película Británica.
Brooklyn ocupó el puesto 48 en las 100 mejores películas del siglo XXI de la BBC.

## Trama
En 1951, Eilis Lacey es una joven de Enniscorthy, condado de Wexford, una pequeña ciudad en el sureste de Irlanda, donde vive con su madre y su hermana, Rose. No puede encontrar un empleo a tiempo completo, y trabaja los fines de semana en una tienda dirigida por la malvada Miss Kelly, apodada "Nettles Kelly". Eilis no está interesada en los jóvenes locales. Su hermana le escribe a un sacerdote irlandés (el padre Flood) en Brooklyn, quien se encarga de que Eilis viaje a Nueva York. Eilis sufre mareos en el viaje y sus vecinos de cabina le impiden el acceso al baño compartido. La mujer de la litera debajo de ella, una viajera experimentada, le da consejos y apoyo.
En Nueva York, Eilis vive en una pensión de Brooklyn con otras jóvenes irlandesas. Tiene un trabajo en una tienda por departamentos, pero por su timidez con los clientes obtiene algunas críticas de la señorita Fortini, su supervisora. Eilis tiene dificultades para adaptarse a su nueva vida y las cartas de su hermana la hacen sentir nostalgia. El padre Flood la inscribe en clases de contabilidad en el Brooklyn College ya que Eilis quiere convertirse en contadora. En un baile irlandés conoce al italoestadounidense Tony Fiorello, un plomero amigable. Comienzan a salir y ella se adapta gradualmente a la vida en Nueva York a medida que su romance se vuelve más serio y conoce a su familia. Su personalidad en el trabajo mejora.
Cuando su hermana muere repentinamente de una enfermedad no revelada, Eilis regresa a casa para ayudar a su madre angustiada. Antes de irse a Irlanda, Tony sugiere que se casen. Tony y Eilis se casan en una ceremonia civil en el Palacio de Justicia sin decírselo a nadie; allí conocen a una pareja irlandesa. 
En Irlanda, todos parecen conspirando para evitar que Eilis regrese a Estados Unidos. Ella pospone su regreso para asistir a la boda de su mejor amiga y evita leer las cartas de Tony. Se dedica a medio tiempo en el antiguo trabajo de contabilidad de su difunta hermana, que podría convertirse en un trabajo de tiempo completo, y ve un futuro en Irlanda que no existía anteriormente. Eilis tiene varias citas con Jim Farrell, un soltero acomodado que está cerca de proponerle matrimonio, pero ella se muestra evasiva.  
La señorita Kelly, antigua empleadora de Eilis, le cuenta que sabe del matrimonio de Eilis por murmuraciones de la pareja que Tony conoció en el Palacio de Justicia de Brooklyn. Perturbada, Eilis se da cuenta de cómo era vivir en un pueblo pequeño. Llorando le informa a su madre sobre su matrimonio y que regresa a Brooklyn, dejando una carta de despedida para Jim. mientras cruza el océano, le ofrece orientación a una joven que realiza su primer viaje a Brooklyn. La película termina con Eilis y Tony reuniéndose y abrazándose felizmente.

## Reparto
- Saoirse Ronan como Eilis Lacey, una joven inmigrante irlandesa que se sitúa en Brooklyn en la década de 1950.
- Domhnall Gleeson como Jim Farrell.
- Emory Cohen como Antonio "Tony" Fiorello.
- Jim Broadbent como el padre Flood.
- Julie Walters como la señora “Ma” Kehoe.
- Jessica Paré como Miss Fortini.
- Eve Macklin como Diana.
- Brid Brennan como la señorita Kelly.
- Fiona Glascott como Rose Lacey.
- Jane Brennan como Mary Lacey.
- Nora-Jane Noone como Sheila.
- Emily Bett Rickards como Patty.
- Jenn Murray como Dolores.
- Eva Birthistle como Georgina.
- Michael Zegen como Maurizio Fiorello.
- Eileen O'Higgins como Nancy Sheridan.
- Peter Campion como George Sheridan.

## Producción
El rodaje de la película comenzó el 1 de abril de 2014 en Irlanda y se filmó durante tres semanas en diferentes lugares, incluidos Enniscorthy, Wexford y Dublín. En el primer día de rodaje, Ronan fue visto en un traje de época en el set en Enniscorthy. Después de terminar la producción en Irlanda, luego se mudó a Montreal, Quebec durante cuatro semanas más. Pasaron dos días filmando en Nueva York en Coney Island. 

## Contexto histórico
Brooklyn se desarrolla en un momento en que la migración irlandesa a Nueva York estaba prosperando. El auge inicial de la inmigración irlandesa a los Estados Unidos se remonta a la década de 1840. Los inmigrantes irlandeses estaban más inclinados a mudarse a Brooklyn durante el período posterior a la hambruna irlandesa de papas (1845-49) debido a que la Gran Hambruna agotó la principal fuente de nutrición de la clase trabajadora y causó un colapso en la economía. Después de la Gran Depresión y la Segunda Guerra Mundial, la tasa de inmigración irlandesa a Nueva York había bajado enormemente, pero los ciudadanos recién llegados todavía podrían encontrar comunidades irlandesas bulliciosas en las que las mujeres eran posiblemente una presencia más significativa que los hombres. Estas mujeres inmigrantes a menudo eran muy activas en el lugar de trabajo, dejando en suspenso las ambiciones matrimoniales para encontrar ocupaciones prácticas en lugares como supermercados, restaurantes y tiendas. Eilis hace su viaje de Irlanda a Estados Unidos en la década de 1950, junto con aproximadamente otros 50 000 inmigrantes (alrededor de una cuarta parte de los cuales se mudaron a Nueva York) como parte de la segunda ola de migración menor. Muchos de estos ciudadanos buscaban trabajos más estables y un estilo de vida más feliz. También hubo más oleadas de inmigrantes de muchos otros países en este momento, lo que llevó a la América moderna a convertirse en una vasta tierra de muchas culturas diferentes.

## Novela
Brooklyn es una adaptación de la novela del mismo nombre del autor irlandés Colm Toibin. Ha sido muy celebrado en el mundo literario, y The Observer lo nombró como una de las "10 mejores novelas históricas" en 2012. Además, ganó el Premio Costa Novel 2009, fue seleccionado para el IMPAC Internacional de Dublín 2011 Premio y larga lista para el Premio Man Booker 2009. La película se percibe generalmente como una adaptación fiel de la novela con Toibin, señalando la "autenticidad" general de la película en una entrevista con The Washington Post. Sin embargo, la película notablemente se aparta del libro en cuanto a su final. En la novela, Eilis abandona Irlanda, pero su destino y, en última instancia, su destino queda para que el lector lo decida. No obstante, la película completa el círculo y le da a Eilis la conmovedora reunión con Tony en Brooklyn que el lector merece. La novela y la película también han sido elogiadas por su perspectiva refrescante sobre la difícil situación del inmigrante irlandés. Ambos representan una historia realista.

## Estreno
Brooklyn se estrenó en el Festival de Cine de Sundance el 26 de enero de 2015. Después de su estreno, comenzó una guerra de ofertas entre The Weinstein Company, Focus Features y Fox Searchlight Pictures. Fox Searchlight Pictures prevaleció, adquiriendo los derechos de distribución para los EE. UU. Y otros territorios múltiples por $ 9 millones. El acuerdo fue uno de los más grandes de Sundance. Fue seleccionado para ser mostrado en la sección de Presentaciones Especiales del Festival Internacional de Cine de Toronto 2015. La película se estrenó en un estreno limitado en los Estados Unidos el 4 de noviembre de 2015, antes de su estreno el 25 de noviembre de 2015.

## Recepción

### Respuesta de la crítica
Brooklyn recibió una ovación de pie luego de su estreno en el Festival de Cine de Sundance 2015. En el agregador de reseñas Rotten Tomatoes, la película tiene un índice de aprobación del 97% basado en 256 comentarios, con una calificación promedio de 8.4 / 10. El consenso crítico del sitio dice: "Brooklyn refuerza las actuaciones sobresalientes de Saoirse Ronan y Emory Cohen con un rico drama de época que tira de la cuerda tan hábilmente como satisface la mente". En Metacritic, la película tiene un puntaje promedio ponderado de 88 sobre 100, basado en 45 críticos, que indica "aclamación universal".
El BFI etiquetado como una de las mejores películas lanzadas en 2015. Este artículo expande el ambiente de la película y describe su sentimiento dinámico diciendo que "de alguna manera Brooklyn se siente como una película que no se trata solo de una época más inocente". "Pero, ofrece una visión diferente al observar los tonos más oscuros presentados en la película, explicando" Pero esta desviación de elementos más ásperos tal vez solo se pueda esperar en una película que adopta una configuración romántica convencional y, instigada por Michael Brook, la inquietante La partitura melódica, la eleva a un nivel dramático más inteligente ". Además, se exploran algunas de las conversaciones sociales que comenzaron con el estreno de la película; el estatus de inmigración y feminismo en la sociedad moderna en comparación con la sociedad en la época en que se estableció Brooklyn." Dramas de inmigrantes "Tradicionalmente, tienden a ser liderados por hombres, pero Brooklyn, a pesar del excelente desempeño de Cohen y la excelencia de Gleeson, es liderado por mujeres y más fuerte que eso".
Revisión del imperio. Este artículo expande el género y el ambiente de la película, diciendo que es "sin vergüenza romántico y logrado con una elegancia bellamente sutil y pasada de moda, es un elegante cuento de madurez maduro para premios".
Una entrevista realizada por Entertainment Tonight amplió el tema del feminismo en una entrevista con la actriz principal Saoirse Ronan.
Pregunta: "Eilis se enfrenta a ser una mujer independiente en un momento en que no estaba tan de moda. El feminismo era una cosa diferente de lo que es ahora. ¿Qué opinas de todo esto?
Respuesta: "Ver a un personaje como ella, ambientado en ese tiempo y no tener que ver solo con hombres que están en su vida, eso es bastante feminista en sí mismo. En realidad, todas las mujeres en esta película son muy independientes y fuertes. Creo que el feminismo no podría florecer tanto como lo hace ahora. En cierto modo, ahora es un poco impopular que nos traten como ciudadanos iguales. Algunas personas consideran al feminismo como un tabú, y si se afeitan las axilas, entonces no son feministas. Para mí, feminista es que somos iguales a los hombres ".

### Taquilla

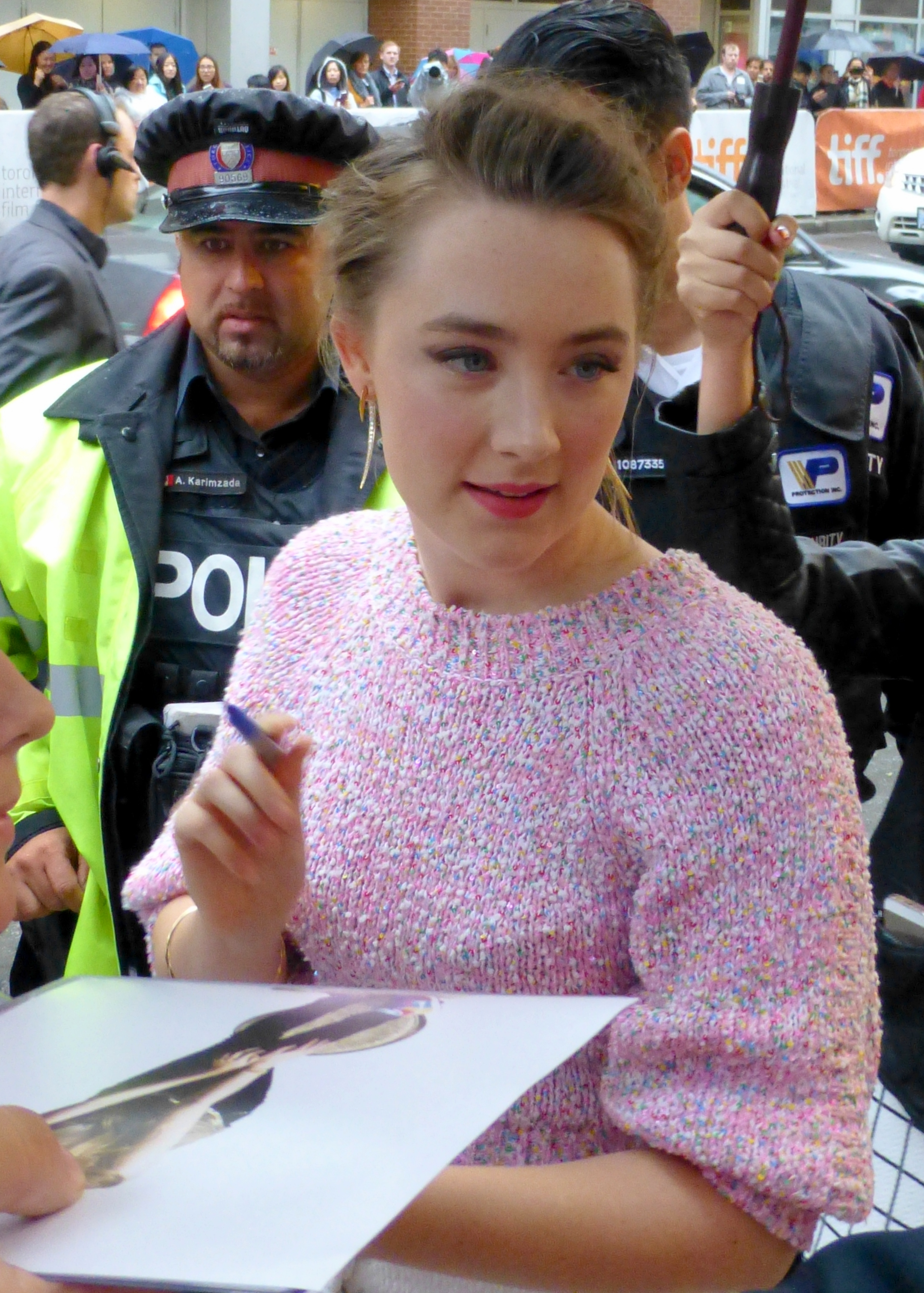
Saoirse Ronan actriz principal de la película en la premiere de la película en el Festival de Cine de Toronto

Brooklyn recaudó $38.3 millones en Norteamérica y $23.7 millones en otros territorios, por un total mundial de $62.1 millones, frente a un presupuesto de $11 millones.
Los ingresos brutos de la película en Canadá superaron los 4 millones de dólares canadienses, lo que le otorga la mayor ganancia bruta interna acumulada de todas las películas canadienses estrenadas en 2015. La película tuvo la mayor apertura de todas las películas irlandesas en Irlanda desde 1996, ganando más de $650,000 en 87 cines, lo que la convirtió en la más fuerte debut en el drama desde que Michael Collins abrió a $662,000 en noviembre de 1996. The Hollywood Reporter calculó que la película obtuvo un beneficio neto de $3–4 millones.

### Reconocimientos
Artículo principal: Lista de elogios recibidos por Brooklyn
Brooklyn recibió muchas nominaciones para los premios de la industria y la crítica, incluidas tres nominaciones a los 88.os premios de la Academia a la Mejor Película, al Mejor Guion Adaptado y a la Mejor Actriz. El desempeño de Ronan en particular fue elogiado y obtuvo sus nominaciones al Oscar, BAFTA, Critics 'Choice, Golden Globe y SAG a la mejor actriz. También ganó el Premio BIFA a la Mejor Actuación de una Actriz en una Película Independiente Británica. Julie Walters también fue nominada a Mejor Actriz de Reparto en los BAFTA. La película ganó el Audience Favorite Gold Award en World Cinema en el Mill Valley Film Festival, el Rogers People's Choice Award en el Vancouver International Film Festival y el Premio del público a la mejor película narrativa en el Virginia Film Festival. Cohen fue nombrado Artista de vanguardia en el Festival Internacional de Cine de Hamptons. Ganó dos premios Canadian Screen Awards a Mejor Cinematografía y Mejor Partitura Musical y dos XVIII Premios de Cine de Quebec (anteriormente conocido como Prix Jutra), a Mejor Cinematografía y Mejor Dirección de Arte.
Brooklyn también fue nombrada una de las mejores películas de 2015, con más de 120 listas de los 10 principales críticos de cine. Ocupa el cuarto lugar en Rotten Tomatoes y el quinto en las películas mejor revisadas de Metacritic de 2015.

## Premios y nominaciones
| Premio                                          | Categoría                                | Receptores                                                                 | Resultado | Ref(s)        |
| ----------------------------------------------- | ---------------------------------------- | -------------------------------------------------------------------------- | --------- | ------------- |
| Premios Óscar                                   | Mejor película                           | Finola Dwyer, Amanda Posey                                                 | Nominada  | [ 1 ]         |
| Premios Óscar                                   | Mejor actriz                             | Saoirse Ronan                                                              | Nominada  | [ 1 ]         |
| Premios Óscar                                   | Mejor guion adaptado                     | Nick Hornby                                                                | Nominado  | [ 1 ]         |
| Gremio de Productores (PGA)                     | Mejor película                           | Brooklyn por Finola Dwyer & Amanda Posey                                   | Nominados | [ 2 ] [ 3 ]   |
| Premios BAFTA                                   | Mejor película británica                 | John Crowley, Finola Dwyer, Amanda Posey, Nick Hornby                      | Ganadores | [ 4 ] [ 5 ]   |
| Premios BAFTA                                   | Mejor actriz                             | Saoirse Ronan                                                              | Nominada  | [ 4 ] [ 5 ]   |
| Premios BAFTA                                   | Mejor actriz de reparto                  | Julie Walters                                                              | Nominada  | [ 4 ] [ 5 ]   |
| Premios BAFTA                                   | Mejor guion adaptado                     | Nick Hornby                                                                | Nominado  | [ 4 ] [ 5 ]   |
| Premios BAFTA                                   | Mejor vestuario                          | Odile Dicks-Mireaux                                                        | Nominada  | [ 4 ] [ 5 ]   |
| Premios BAFTA                                   | Mejor maquillaje y peluquería            | Morna Ferguson, Lorraine Glynn                                             | Nominados | [ 4 ] [ 5 ]   |
| Premios del Cine Independiente Británico        | Mejor actriz                             | Saoirse Ronan                                                              | Ganadora  | [ 6 ]         |
| Premios del Cine Independiente Británico        | Mejor actriz de reparto                  | Julie Walters                                                              | Nominada  | [ 6 ]         |
| Premios del Cine Independiente Británico        | Mejor actor de reparto                   | Domhnall Gleeson                                                           | Nominado  | [ 6 ]         |
| Premios del Cine Independiente Británico        | Mejor guion                              | Nick Hornby                                                                | Nominado  | [ 6 ]         |
| Premios del Cine Independiente Británico        | Mejor logro técnico                      | Fiona Weir, Casting                                                        | Nominada  | [ 6 ]         |
| Crítica Online de Nueva York                    | Mejor actriz                             | Saoirse Ronan                                                              | Finalista | [ 7 ]         |
| Crítica Online de Nueva York                    | Top 10                                   | Brooklyn                                                                   | Ganadora  | [ 7 ]         |
| Crítica de Los Ángeles                          | Mejor actriz                             | Saoirse Ronan                                                              | Finalista | [ 8 ]         |
| Crítica de Boston                               | Mejor actriz                             | Saoirse Ronan                                                              | Finalista | [ 9 ]         |
| Crítica de Washington D. C.                     | Mejor actriz                             | Saoirse Ronan                                                              | Ganadora  | [ 10 ]        |
| Crítica de Washington D. C.                     | Mejor guion adaptado                     | Nick Hornby                                                                | Nominado  | [ 10 ]        |
| Crítica de Washington D. C.                     | Mejor diseño de producción               | François Séguin y Jennifer Oman & Louise Tremblay                          | Nominados | [ 10 ]        |
| Crítica de Washington D. C.                     | Mejor fotografía                         | Yves Bélanger                                                              | Nominado  | [ 10 ]        |
| Crítica de Washington D. C.                     | Mejor banda sonora                       | Michael Brook                                                              | Nominado  | [ 10 ]        |
| Crítica de Washington D. C.                     | Mejor película                           | Brooklyn                                                                   | Nominada  | [ 10 ]        |
| Crítica Online de Boston                        | Mejor actriz                             | Saoirse Ronan                                                              | Ganadora  | [ 11 ]        |
| Crítica Online de Boston                        | Top 10                                   | Brooklyn                                                                   | Ganadora  | [ 11 ]        |
| Premios Satellite                               | Mejor actriz                             | Saoirse Ronan                                                              | Ganadora  | [ 12 ]        |
| Premios Satellite                               | Mejor película                           | Brooklyn                                                                   | Nominada  | [ 12 ]        |
| Online Film Critics Society                     | Mejor actriz                             | Saoirse Ronan                                                              | Nominada  | [ 13 ] [ 14 ] |
| Online Film Critics Society                     | Mejor película                           | Brooklyn                                                                   | Nominada  | [ 13 ] [ 14 ] |
| Online Film Critics Society                     | Mejor guion adaptado                     | Nick Hornby                                                                | Nominado  | [ 13 ] [ 14 ] |
| Premios del Sindicato de Actores                | Mejor actriz                             | Saoirse Ronan                                                              | Nominada  | [ 15 ] [ 16 ] |
| Globos de Oro                                   | Mejor actriz - Drama                     | Saoirse Ronan                                                              | Nominada  | [ 17 ] [ 18 ] |
| Crítica de Detroit                              | Mejor película                           | Brooklyn                                                                   | Nominada  | [ 19 ] [ 20 ] |
| Crítica de Detroit                              | Mejor director                           | John Crowley                                                               | Nominado  | [ 19 ] [ 20 ] |
| Crítica de Detroit                              | Mejor actriz                             | Saoirse Ronan                                                              | Ganadora  | [ 19 ] [ 20 ] |
| Crítica de Detroit                              | Mejor guion                              | Nick Hornby                                                                | Nominado  | [ 19 ] [ 20 ] |
| Crítica de Detroit                              | Mejor director/actor revelación          | Emory Cohen                                                                | Nominado  | [ 19 ] [ 20 ] |
| Crítica de San Diego                            | Mejor película                           | Brooklyn                                                                   | Nominada  | [ 21 ] [ 22 ] |
| Crítica de San Diego                            | Mejor director                           | John Crowley                                                               | Nominado  | [ 21 ] [ 22 ] |
| Crítica de San Diego                            | Mejor actriz                             | Saoirse Ronan                                                              | Nominada  | [ 21 ] [ 22 ] |
| Crítica de San Diego                            | Intérprete revelación                    | Emory Cohen                                                                | Nominado  | [ 21 ] [ 22 ] |
| Crítica de San Diego                            | Mejor guion adaptado                     | Nick Hornby                                                                | Nominado  | [ 21 ] [ 22 ] |
| Crítica de San Diego                            | Mejor fotografía                         | Yves Belanger                                                              | Nominado  | [ 21 ] [ 22 ] |
| Crítica de San Diego                            | Mejor diseño de producción               | Francois Seguin y Suzanne Cloutier                                         | Ganadores | [ 21 ] [ 22 ] |
| Círculo de Críticos de Phoenix                  | Mejor actriz                             | Saoirse Ronan                                                              | Nominada  | [ 23 ] [ 24 ] |
| Crítica de San Francisco                        | Mejor director                           | John Crowley                                                               | Nominado  | [ 25 ] [ 26 ] |
| Crítica de San Francisco                        | Mejor película                           | Brooklyn                                                                   | Nominada  | [ 25 ] [ 26 ] |
| Crítica de San Francisco                        | Mejor actriz                             | Saoirse Ronan                                                              | Ganadora  | [ 25 ] [ 26 ] |
| Crítica de San Francisco                        | Mejor guion adaptado                     | Nick Hornby                                                                | Ganadora  | [ 25 ] [ 26 ] |
| Crítica de San Francisco                        | Mejor diseño de producción               | Francois Seguin y Suzanne Cloutier                                         | Nominados | [ 25 ] [ 26 ] |
| Crítica de Houston                              | Mejor actriz                             | Saoirse Ronan                                                              | Nominada  | [ 27 ] [ 28 ] |
| Crítica de St. Louis                            | Mejor actriz                             | Saoirse Ronan                                                              | Nominada  | [ 29 ] [ 30 ] |
| Crítica de St. Louis                            | Mejor guion adaptado                     | Nick Hornby                                                                | Nominado  | [ 29 ] [ 30 ] |
| Crítica de St. Louis                            | Mejor diseño de producción               | François Séguin                                                            | Nominado  | [ 29 ] [ 30 ] |
| Premios de la Crítica Cinematográfica           | Mejor película                           | Brooklyn                                                                   | Nominada  | [ 31 ] [ 32 ] |
| Premios de la Crítica Cinematográfica           | Mejor actriz                             | Saoirse Ronan                                                              | Nominada  | [ 31 ] [ 32 ] |
| Premios de la Crítica Cinematográfica           | Mejor guion adaptado                     | Nick Hornby                                                                | Nominado  | [ 31 ] [ 32 ] |
| Premios de la Crítica Cinematográfica           | Mejor vestuario                          | Odile Dicks-Mireaux                                                        | Nominada  | [ 31 ] [ 32 ] |
| Premios de la Crítica Cinematográfica           | Mejor dirección artística                | Francois Séguin, Jennifer Oman                                             | Nominados | [ 31 ] [ 32 ] |
| Crítica de Chicago                              | Mejor actriz                             | Saoirse Ronan                                                              | Nominada  | [ 33 ] [ 34 ] |
| Crítica de Chicago                              | Mejor guion adaptado                     | Nick Hornby                                                                | Nominado  | [ 33 ] [ 34 ] |
| Crítica de Chicago                              | Mejor diseño de producción               | Francois Séguin, Jennifer Oman                                             | Nominados | [ 33 ] [ 34 ] |
| Crítica del Sudeste                             | Mejor actriz                             | Saoirse Ronan                                                              | Finalista | [ 35 ]        |
| Crítica del Sudeste                             | Mejor película                           | Brooklyn                                                                   | 4° lugar  | [ 35 ]        |
| Crítica de Vancouver                            | Mejor actriz internacional               | Saoirse Ronan                                                              | Nominada  | [ 36 ]        |
| Crítica de Florida                              | Mejor actriz                             | Saoirse Ronan                                                              | Nominada  | [ 37 ]        |
| Crítica de Florida                              | Mejor guion adaptado                     | Nick Hornby                                                                | Nominado  | [ 37 ]        |
| Crítica de Florida                              | Mejor diseño de arte                     | Francois Séguin, Jennifer Oman                                             | Nominados | [ 37 ]        |
| Crítica de Utah                                 | Mejor actriz                             | Saoirse Ronan                                                              | Finalista | [ 38 ]        |
| Crítica de Utah                                 | Mejor guion adaptado                     | Nick Hornby                                                                | Finalista | [ 38 ]        |
| Sociedad de Críticos de Phoenix                 | Mejor actriz                             | Saoirse Ronan                                                              | Nominada  | [ 39 ]        |
| Sociedad de Críticos de Phoenix                 | Mejor película                           | Brooklyn                                                                   | Nominada  | [ 39 ]        |
| Sociedad de Críticos de Phoenix                 | Mejor actriz de reparto                  | Julie Walters                                                              | Nominada  | [ 39 ]        |
| Sociedad de Críticos de Phoenix                 | Mejor guion adaptado                     | Nick Hornby                                                                | Nominada  | [ 39 ]        |
| Sociedad de Críticos de Phoenix                 | Mejor diseño de producción               | Francois Séguin, Jennifer Oman                                             | Nominados | [ 39 ]        |
| Crítica de Nevada                               | Mejor diseño de producción               | Francois Séguin, Jennifer Oman                                             | Ganadores | [ 40 ]        |
| Crítica de Kansas                               | Mejor actriz                             | Saoirse Ronan                                                              | Nominada  | [ 41 ]        |
| Crítica de Las Vegas                            | Mejor guion adaptado                     | Nick Hornby                                                                | Nominado  | [ 42 ]        |
| Crítica de Las Vegas                            | Mejor diseño de producción               | Francois Séguin, Jennifer Oman                                             | Ganadores | [ 42 ]        |
| Crítica de Austin                               | Mejor actriz                             | Saoirse Ronan                                                              | Nominada  | [ 43 ] [ 44 ] |
| Crítica de Londres                              | Mejor actriz                             | Saoirse Ronan                                                              | Nominada  | [ 45 ] [ 46 ] |
| Crítica de Londres                              | Mejor película británica                 | Brooklyn                                                                   | Nominada  | [ 45 ] [ 46 ] |
| Crítica de Londres                              | Mejor actriz británica                   | Saoirse Ronan                                                              | Ganadora  | [ 45 ] [ 46 ] |
| Crítica de Londres                              | Mejor guion                              | Nick Hornby                                                                | Nominado  | [ 45 ] [ 46 ] |
| Asociación de Críticos de Carolina del Norte    | Mejor actriz                             | Saoirse Ronan                                                              | Ganadora  | [ 47 ] [ 48 ] |
| Asociación de Críticos de Carolina del Norte    | Mejor guion adaptado                     | Nick Hornby                                                                | Nominado  | [ 47 ] [ 48 ] |
| Asociación de críticos de Ohio Central          | Mejor actriz                             | Saoirse Ronan                                                              | Nominada  | [ 49 ] [ 50 ] |
| Asociación de críticos de Ohio Central          | Mejor guion adaptado                     | Nick Hornby                                                                | Nominado  | [ 49 ] [ 50 ] |
| Asociación de críticos de Ohio Central          | Actor/Actriz del año                     | Domhnall Gleeson                                                           | Nominado  | [ 49 ] [ 50 ] |
| Asociación de críticos de Georgia               | Mejor actriz                             | Saoirse Ronan                                                              | Nominada  | [ 51 ] [ 52 ] |
| Asociación de críticos de Georgia               | Mejor película                           | Brooklyn                                                                   | Nominada  | [ 51 ] [ 52 ] |
| Asociación de críticos de Georgia               | Mejor guion adaptado                     | Nick Hornby                                                                | Nominado  | [ 51 ] [ 52 ] |
| Asociación de críticos de Georgia               | Mejor diseño de producción               | François Séguin, Irene O'Brien, Robert Parle                               | Nominados | [ 51 ] [ 52 ] |
| Premios Artio (Casting Society of America)      | Drama independiente                      | Fiona Weir, Lucie Robitaille, Jim Carnahan                                 | Nominados | [ 53 ] [ 54 ] |
| Crítica de Seattle                              | Mejor película                           | Brooklyn                                                                   | Nominada  | [ 55 ] [ 56 ] |
| Crítica de Seattle                              | Mejor actriz                             | Saoirse Ronan                                                              | Nominada  | [ 55 ] [ 56 ] |
| Crítica de Seattle                              | Mejor guion adaptado                     | Nick Hornby                                                                | Nominado  | [ 55 ] [ 56 ] |
| Crítica de Seattle                              | Mejor vestuario                          | Odile Dicks-Mireaux                                                        | Nominada  | [ 55 ] [ 56 ] |
| Crítica de Denver                               | Mejor película                           | Brooklyn                                                                   | Nominada  | [ 57 ] [ 58 ] |
| Crítica de Denver                               | Mejor guion adaptado                     | Nick Hornby                                                                | Nominado  | [ 57 ] [ 58 ] |
| USC Scripter Awards                             | Mejor guion                              | Nick Hornby, adaptación del libro homónimo de Colm Tóibín                  | Nominado  | [ 59 ]        |
| Gremio de diseñadores de vestuario              | Mejor vestuario en una película de época | Odile Dicks-Mireux                                                         | Nominada  | [ 60 ]        |
| Crítica de Iowa                                 | Mejor actriz                             | Saoirse Ronan                                                              | Finalista | [ 61 ]        |
| Crítica de Iowa                                 | Mejor banda sonora                       | Michael Brook                                                              | Finalista | [ 61 ]        |
| Premios Dorian (Asociación de Gais y Lesbianas) | Mejor película                           | Brooklyn                                                                   | Nominada  | [ 62 ] [ 63 ] |
| Premios Dorian (Asociación de Gais y Lesbianas) | Mejor actriz                             | Saoirse Ronan                                                              | Nominada  | [ 62 ] [ 63 ] |
| International Cinephile Society                 | Mejor actor de reparto                   | Emory Cohen                                                                | Nominado  | [ 64 ]        |
| International Cinephile Society                 | Mejor reparto                            | Saoirse Ronan, Domhnall Gleeson, Emory Cohen, Julie Walters, Jim Broadbent | Nominados | [ 64 ]        |
| AACTA International Awards                      | Mejor actriz internacional               | Saoirse Ronan                                                              | Nominada  | [ 65 ]        |